# Ultramarinskrika
Ultramarinskrika (Aphelocoma ultramarina) är en fågel i familjen kråkfåglar inom ordningen tättingar. Den förekommer endast i bergsskogar i Mexiko. Trots det begränsade utbredningsområdet anses beståndet vara livskraftigt, men den minskar i antal.

## Utseende

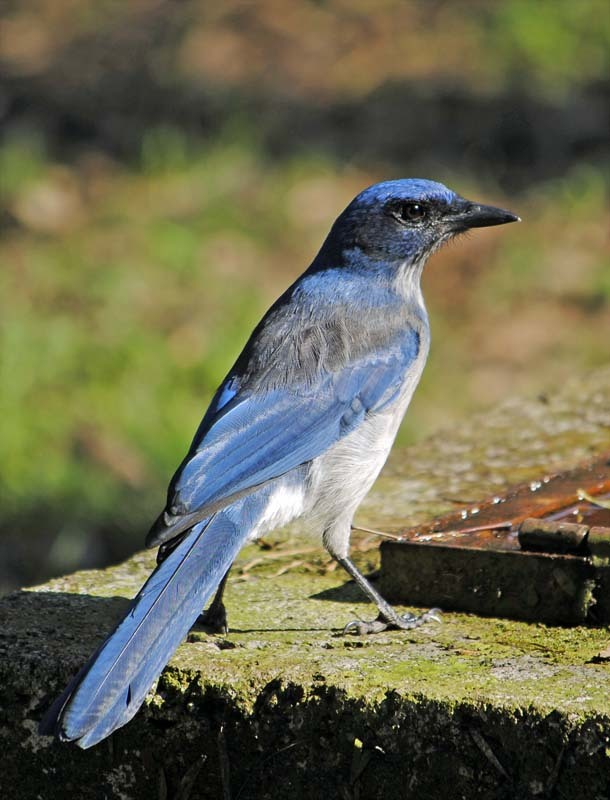

Ultramarinskrikan är en rätt liten (28–32 cm) kråkfågel utan tofs med kraftig näbb, blåaktig ovansida och smutsigt gråvit undersida. Den är mycket lik mexikansk skrika (A. wollweberi), men är något större, djupare lilablå ovan och mer streckad på strupen. Huvudet är mörkblott, tygeln svart liksom näbben och ögonen är bruna. Ungfågeln är mestadels ljusgrå ovan och näbben typiskt ljus.

## Läten
Lätena är dåligt kända, men anses vara generellt lika mexikansk skrika, framför allt ’’artizonae’’ och nominatformen. De höga ljudet som hörs från upprörda flockar betraktas som mindre gällt än mexikanska skrikans motsvarande läten.

## Utbredning och systematik
Ultramarinskrikan förekommer endast i bergstrakter i Mexiko. Den delas in i två underarter med följande utbredning:
- Aphelocoma ultramarina ultramarina – förekommer på södra mexikanska högplatån (Jalisco till Michoacán, Puebla och västra Veracruz)
- Aphelocoma ultramarina colimae – förekommer i bergstrakter i västra Mexiko (nordvästra Jalisco till nordöstra Colima)

### Artstatus
Tidigare behandlades ultramarinskrikan och mexikansk skrika (A. wollweberi) som en och samma art, under det vetenskapliga namnet Aphelocoma ultramarina, då på svenska kallad kanjonskrika. Sedan 2011 urskiljs de dock som skilda arter baserat på skillnader i utseende och DNA samt frånvaro av hybridisering.

## Levnadssätt
Ultramarinskrikan hittas i bergsbelägna skogar med ek och tall på mellan 1000 och 3350 meters höjd. Den ses alltid stora familjer grupper om sex till 22 fåglar, vilket tyder på att den även häckar kooperativt. Födan består huvudsakligen av tallfrön och ekollon, men kan också ta frukt, nektar, ryggradslösa djur och ryggradsdjur som ödlor, småfåglar och gnagage.

## Status och hot
Arten har ett stort utbredningsområde och en stor population, men tros minska i antal, dock inte tillräckligt kraftigt för att den ska betraktas som hotad. Internationella naturvårdsunionen IUCN listar därför arten som livskraftig (LC). Beståndet uppskattas till i storleksordningen 50 000 till en halv miljon vuxna individer.